# 2cm Flakvierling38
2 cm Flakvierling 38は、1940年にナチス・ドイツで開発された4連装対空機関砲である。

## 開発経緯
第二次世界大戦開戦以前、ドイツ国防軍の低空目標向け対空機関砲は、単装2cm機関砲のFlaK 30を採用していた。しかし、航空機の急速な発展による高速化に伴い、発射速度の遅さが問題となった。そこで、最初に改善要請を受けたのは大口径機関砲の開発で有名だったラインメタル社であったが、他兵器の開発が優先されていたため、新たに開発を行う時間も余力も無かった。そのため、マウザー社がFlaK 30の改良を担当することとなり、同じ単装型のFlaK 38を開発した。
しかし、それでも180発/分の発射速度でしかなかったため、海軍の軍艦や防空部隊向けに開発中の4連装型を、1940年から陸軍や空軍、武装SSでも採用することとなった。

## 2 cm Flakvierling 38の登場
2 cm Flakvierling 38（38式4連装2cm対空砲）は、左右に単装の2 cm Flak 38機関砲を2門ずつ搭載し、1分間に実用上720（理論上は1,800）発撃つことができる。しかし、その分排出される薬莢の量も尋常ではないため、機関部側面には空薬莢を回収するネットが装着されている。
基本的には7人（のち6人）で運用される（射撃手・測距手・俯仰手・装填手×2・指揮官）。命中弾数も、単一目標に対し多数の弾丸を撃ち込むことが可能となったため向上した。射撃の際は、切れ間無く発砲するために左上と右下、右上と左下と対角上の2門ずつで射撃し、その間に残りの2門の弾倉を交換し、緊急時にのみ4門の同時発射が行われた。射撃モードは単射（セミオート）と連射（フルオート）のいずれかを選択できた。

## その後

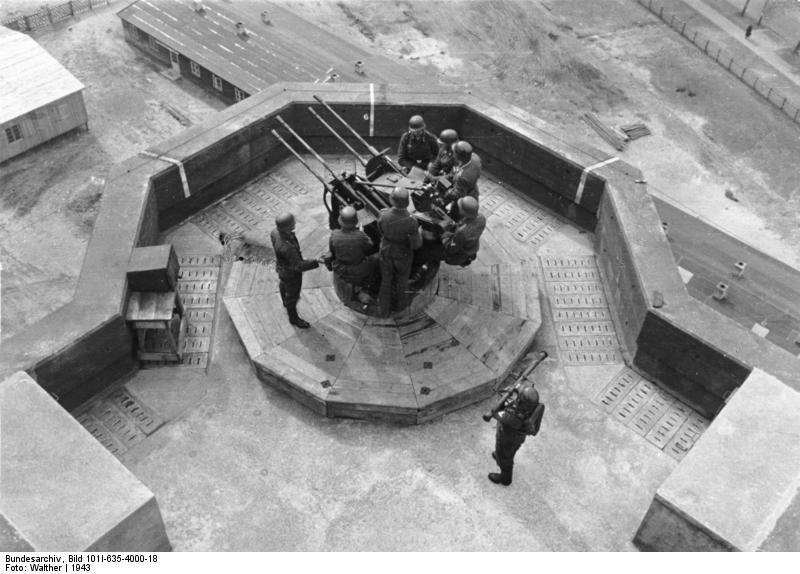
高射砲塔に設置された2 cm Flakvierling 38（ドイツ、1943年）

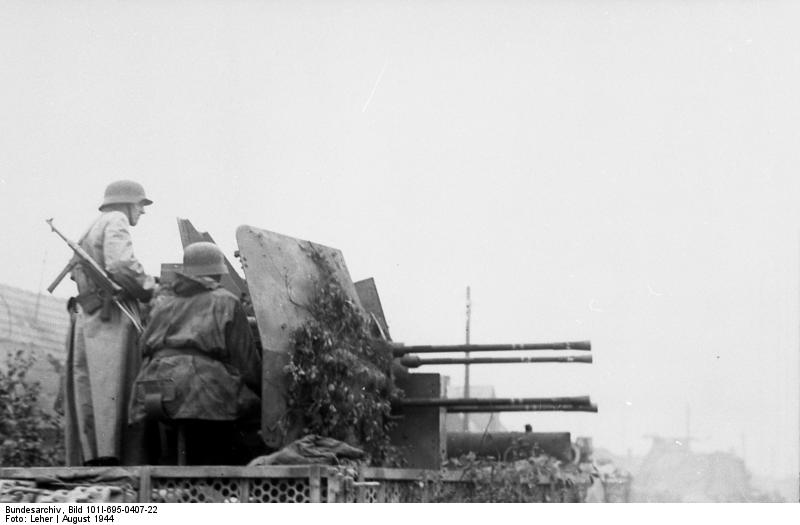
ワルシャワ蜂起鎮圧に使用されるSd.Kfz.7/1搭載の2 cm Flakvierling 38

2 cm Flakvierling 38の開発後、ドイツ軍における野戦防空体制は格段に上がったといえる。また、汎用性が高く、艦艇はもちろん、基地や装甲列車・半装軌車、さらに、大戦末期には2 cm Flakvierling 38を搭載したIV号対空戦車「ヴィルベルヴィント」が開発され、終戦まで活躍している。しかし、大戦後半には2cm口径では射程も威力も不足とされ、特に連合軍戦闘爆撃機が多用するようになった空対地ロケット弾は、本砲の有効射程外から発射可能であった。当時、ホーカー タイフーン戦闘機で対地攻撃を行っていたデズモンド・スコット大佐はその著書で、4連装対空機関砲が弾倉交換で弾幕の途切れる瞬間を狙って攻撃に入る戦術をとり、さほど脅威ではなかったと記している。
2 cm Flakvierling 38は1弾倉の装弾数が20発と少なく、また、砲旋回が人力によるため旋回速度が遅く、低空を高速で飛来する敵機に対する追尾能力に問題があった。そのため、ベルト給弾式の航空機用のMG 151またはMG 151/20を3連装化して対空用に転用したもの（これも人力旋回であるが、ハンドル操作ではなく軽量なピントル・マウント式砲架を肩付けにより素早く指向できる）や、後継として3.7 cm FlaK 43の生産、5.5cm機関砲の試作も行われている。

## 登場作品

### 映画
『ナチ女親衛隊 全裸大作戦』
ドイツ軍の軍用列車の対空砲として登場するほか、空襲のシーンではTAM製のトラックに搭載されて、連合軍の爆撃機を迎え撃つ。
『インディ・ジョーンズと運命のダイヤル』
『プライベート・ライアン』

### ゲーム
『War Thunder』
ドイツ国防軍の対空戦車としてヴィルベルヴィントが開発出来る。
『艦つく -Warship Craft-』
対空機銃として使用できる。
『トータル・タンク・シミュレーター』
ドイツの対空砲として使用出来る。またヴィルベルヴィントも使用可能。